# Conrad Mel

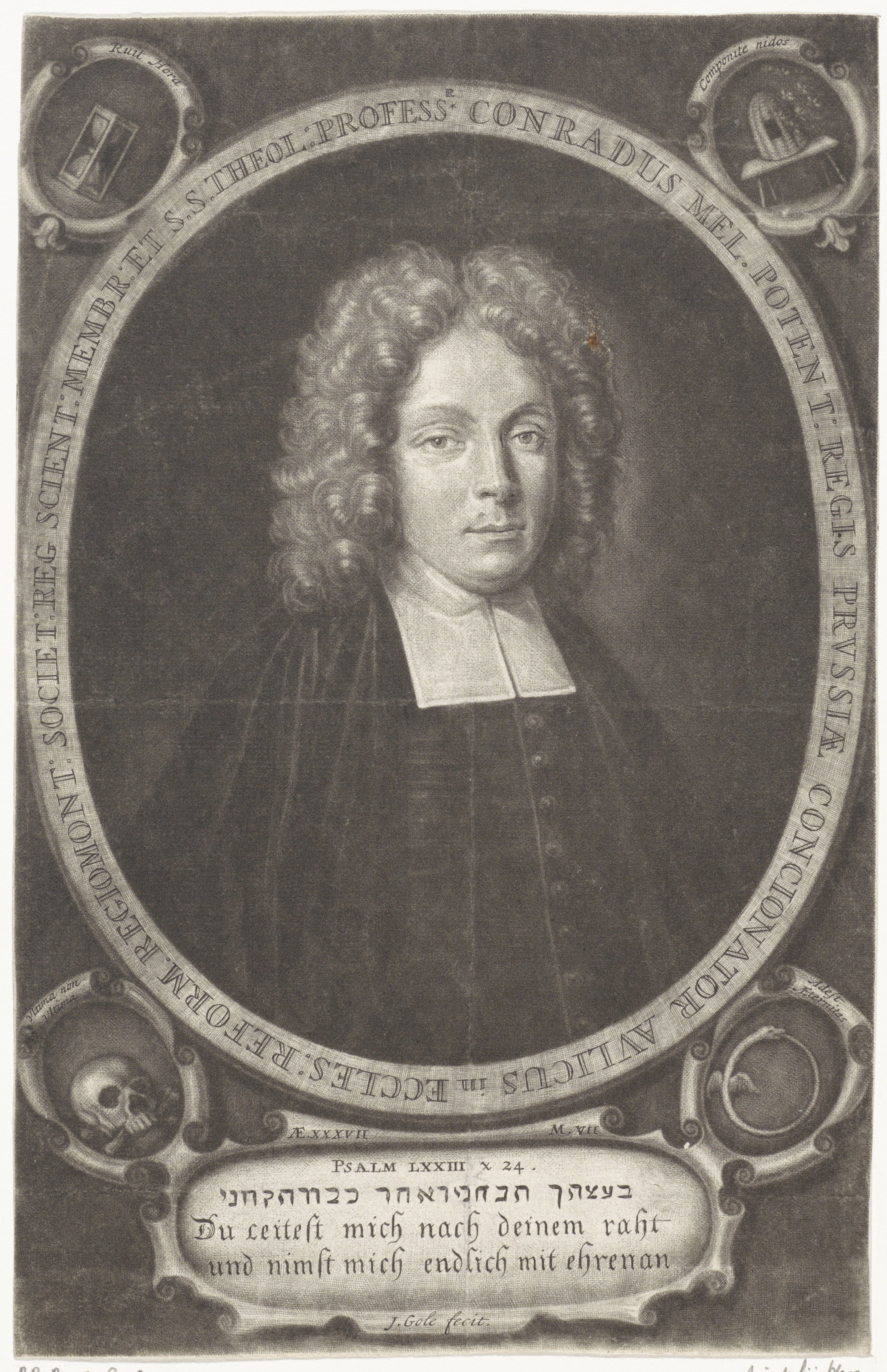
Poträt des Conrad Mel (1666–1733)

Conrad Mel (* 14. August 1666 in Gudensberg; † 3. Mai 1733 in Bad Hersfeld) war ein reformierter Theologe, Pädagoge, Schriftsteller und Maschinenkonstrukteur des beginnenden 18. Jahrhunderts. Neben einer umfangreichen Predigtsammlung zeichnete er sich durch die Leitung des Hersfelder Gymnasiums und die dortige Einführung der Hallischen Pädagogik, die Gründung eines Waisenhauses nach hallischem Vorbild sowie die Konstruktion verschiedener Maschinen aus.

## Leben

### Herkunft und Studium
Conrad Mel war Sohn von  Johannes Mel, Metropolitan der Stadt und Klasse Gudensberg, und dessen Frau Maria Jorenius, Tochter des Predigers Conrad Johrenius. Er besuchte seit 1676 das Gymnasium in Hersfeld und nahm 1681 das Studium der Theologie und orientalischen Sprachen an der lutherischen Universität Rinteln auf. Mel setzte 1685 sein Studium an der Universität in Bremen fort, wo er in Kontakt mit dem reformiert-pietistischen Theologen Theodor Undereyck kam. Dieser hatte von 1667 bis 1670 am Hof der Landgräfin Hedwig Sophie von Brandenburg in Kassel gewirkt und hatte zu einer Verbindung des niederländischen Pietismus mit dem reformierten Glaubensverständnis in der Landgrafschaft Hessen-Kassel beigetragen. Nach einem Sommersemester in Rinteln im Jahr 1688 setzte Mel sein Studium an der Universität in Groningen fort, wo er sich Johannes Braun, einem Schüler des Johannes Coccejus anschloss. In dieser Zeit nahm er an zahlreichen Konventikeln teil, in denen sich unter anderem der Schriftforschung gewidmet wurde.

### Mitau und Memel
1690 erhielt Mel den Ruf der Prinzessin Marie Amalie in eine geistliche Tätigkeit nach Mitau. Entgegen seiner geplanten Englandreise nahm er das Angebot an und wirkte dort bis 1692 als Hofprediger. In dieser Zeit lernte Mel das Leben am Hof in Hessen-Kassel kennen und wurde vom sozialen Engagement der Landgräfin beeinflusst, mit der er im Jahr 1709 das Waisenhaus in Bad Hersfeld gründete. Ab 1692 war Mel in der deutsch-reformierten Gemeinde in Memel angestellt. Dort heiratete er Anna Jursky, die Tochter des Vorgängers Paul Andreas Jursky. Aus dieser Ehe gingen acht Söhne und sechzehn Töchter hervor, wovon jedoch nur ein Sohn und drei Töchter den Vater überlebten.

### Königsberg
Im Jahr 1697 wurde Mel als Hofprediger nach Königsberg an den Hof Kurfürst Friedrich III. berufen. Geprägt von der pietistischen Atmosphäre am preußischen Hof sowie den Kontakt zu Philipp Jakob Spener gründete Mel die collegia pietatis und die collegia philobiblica in Königsberg. Diese Versammlungen sollten den Gläubigen zur Erbauung dienen, indem sich über das christliche Leben ausgetauscht und Hilfe zur christlichen Lebensführung geleistet wurde.
Während seines Aufenthaltes in Königsberg entfaltete Mel seine Predigttätigkeit und veröffentlichte eine umfangreiche erbauliche Predigtsammlung, bei der er unter anderem auf Aspekte der Kasseler Kirchenordnung von 1539 und der Kasseler Agenda aus dem Jahr 1657 zurückgriff. Besondere Aufmerksamkeit schenkte Mel den Themen des Besucherdienstes, des Konfirmandenunterrichts sowie der presbyterialen Ordnung, bei denen er verschiedene innovative Impulse setzte.
Im Jahr 1701 erlebte er die Stiftung und Gründung (1703) des Königsberger Waisenhauses durch Friedrich I., auf deren Motive des sozialen Engagements und der religiösen Gesinnung er sich in seinem späteren Wirken häufig bezog.
Ein weiterer Schwerpunkt im Jahr 1701 war Mels wissenschaftlich-akademische Tätigkeit, wobei sein Interesse besonders den orientalischen Sprachen, der biblischen Archäologie und linguistischen Fragen, aber auch naturwissenschaftlichen Thematiken galt. Nach Einreichung seiner Dissertation im Jahr 1702 wurde Mel zum außerordentlichen Professor für Theologie an der Albertus-Universität in Königsberg ernannt.
In Königsberg entwickelte sich ein enger Kontakt zum Universalgelehrten Gottfried Wilhelm Leibniz. In einer umfangreichen Korrespondenz tauschten sich Mel und Leibniz über die Thematik der Mission aus und entwickelten Pläne zur sogenannten „Heidenmission“. Diese kamen besonders in Mels Denkschrift Schauburg der Evangelischen Gesandtschaft, einem Manuskript von 1701, zum Ausdruck, die eschatologische wie ökumenische Motive aufweist. Leibniz schlug Mel infolgedessen zur Aufnahme in die Preußische Akademie der Wissenschaften vor, woraufhin er zum auswärtigen Mitglied ernannt wurde.

### Bad Hersfeld
Im Jahr 1705 kehrte Mel in die calvinistische Landgrafschaft Hessen-Kassel zurück, wo er das Amt des Inspektors der Kirchen im Fürstentum Hersfeld und die Leitung des dortigen Gymnasiums (heutige Konrad-Duden-Schule) übernahm. Da ihm sein Amt als Inspektor der Kirchen nur wenig in Anspruch nahm, war es Mel in dieser Zeit möglich eine weitere umfangreiche Predigtsammlung und Erbauungsbücher zu verfassen, die unter anderem ins Niederländische übersetzte wurden. Als eines der populärsten Werke gilt das Andachtsbuch Die Lust der Heiligen an Jehova, das im Laufe des 18. Jahrhunderts etwa 20 Auflagen erlebte.

#### Leitung des Gymnasiums
Als Mel im Jahr 1705 die Leitung des Hersfelder Gymnasiums übernahm, plante er diese zu einem Propädeutikum für zukünftige Theologen und Missionare auszubauen. Dies konnte zwar nicht realisiert werden, aber Mel gelang es stattdessen das vom Hallischen Pietisten August Hermann Francke entwickelte, sog. Hallesche Modell in den Schulunterricht des Hersfelder Gymnasiums einzuführen. Dies geschah wenige Jahre nachdem in Halle das Hallesche Waisenhaus durch Francke gegründet worden war. Die in enger Korrespondenz stehenden Theologen Francke und Mel, stimmten in der Überzeugung eines erlernbaren Glaubens im schulischen sowie im gemeindlichen Rahmen überein. In den Schulunterricht wurden fromme Übungen integriert, um auf die religiöse Einstellung von Schülern und Lehrern einzuwirken. Ebenso übte Mel Kritik an der Vernachlässigung der naturwissenschaftlichen Fächer und verschaffte der Realienkunde einen größeren Raum im Stundenplan. Daneben erhielten die klassischen Sprachen sowie die modernen Sprachen einen erhöhten Stellenwert. Er selbst unterrichtete Niederländisch und Englisch in den Anfängen sowie darüber hinaus Hebräisch, Logik, reine und angewandte Mathematik, Mechanik, Optik, Astronomie, deutsche Rechtschreibung und Grammatik.
Mels pädagogisches Programm stellte hohe Ansprüche an die Schüler, verbot jedoch jede Art von Zwang – diese Pädagogik brachte ihm teilweise Kritik unter der Hersfelder Bevölkerung und den Lehrern des Gymnasiums ein. Infolge dieser Veränderungen, besonders durch die Schwerpunktverlagerung auf naturwissenschaftliche Fächer, verbesserte sich aber der Ruf der Schule und es kamen vermehrt Studenten verschiedener Fachrichtungen nach Hersfeld. Diese neuartige Schulform fand Unterstützung durch die Landgrafenfamilie. Landgraf Karl stellte sowohl Geld als auch Personal für Mels Pläne zur Verfügung, und das obwohl die benachbarten Gymnasien in Kassel, Marburg und Waldeck Einspruch einlegten.

#### Gründung des Waisenhauses
Im Jahr 1709 gründete Mel mit Unterstützung der Landgräfin Marie Amalie ein Waisenhaus in Bad Hersfeld. Im Hersfelder Waisenhaus sollten die Kinder und Jugendlichen auf spätere Berufe vorbereitet werden. Nachdem Mel bei der wöchentlichen Brotausgabe die geringe Bildung sowie die fehlende Gläubigkeit bei den Waisenkindern festgestellt hatte, entschied er sich Ihnen Schulunterricht zu erteilen, bei dem er sich erneut am Hallischen Vorbild orientierte. Es erhielten somit die unterprivilegierten Teile der Gesellschaft eine Lernchance und Zukunftsperspektive, womit die von der pietistischen Bewegung geforderte Praxis Pietatis ihre Umsetzung fand. Die neuartige Schulform fand Unterstützung durch die Landgrafenfamilie. Landgraf Karl stellte sowohl Geld als auch Personal für Mels Pläne zur Verfügung. Karls Gemahlin Marie Amalie unterstützte das Waisenhaus, indem sie ihm die jährliche Fruchteinnahme von 60 Zentnern Korn und eine große Summe Bargeld vermachte.
Unter Mels Einflussnahme kam es zur Einrichtung verschiedener diakonischer Hilfen, wie der Armenspeisung und dem sogenannten Stiftsbrot. Für seine Leistungen auf theologischem, pädagogischen und sozialem Gebiet erhielt er 1706 eine Ehrung durch die englische „Society for the Propagation of the Gospel in Foreign Parts“ sowie die theologische Ehren-Doktorwürde der Universität Frankfurt/Oder.

#### Konstruktion von Maschinen
Neben dem pädagogischen Wirken zeichnete sich Mel durch sein wissenschaftliches Engagement aus. Er nahm regen Anteil am zeitgenössischen wissenschaftlichen Diskurs, was unter anderem durch seine Mitgliedschaft in der Preußischen Sozietät der Wissenschaften befördert wurde. Daneben konstruierte er während seines Wirkens in Hersfeld verschiedene Maschinen, welche größtenteils Landgraf Karl gewidmet waren. Dieser unterstützte Mel wiederum dadurch, dass er ihm ein Hofgut verpachtete, auf dem sich Mel mit der Landwirtschaft, Bodenchemie und Pflanzenkunde beschäftigte. Mel konstruierte verschiedene Maschinen zur Erstellung von Land- und Seekarten, wie das Pantometrum Carolinum sowie landwirtschaftliche Geräte, wie den Selbstackernder Pflug.
Sein technisches Interesse war dabei von miteinander in Wechselwirkung stehenden religiösen und ökonomischen Motiven geprägt, welche er zum einen in seinen Werken aber auch in den zahlreichen Korrespondenzen mit Leibniz, Francke und Landgraf Karl erörterte. Mels wissenschaftlich-technische Beschäftigung erhielt ihre Fundierung durch sein Menschen- und Geschichtsbild. Er vertrat die mittelalterliche Auffassung, die in der wissenschaftlich-technischen Beschäftigung ein Mittel zur Überwindung der Ursünde sah. Mittels der mechanischen Künste sollten die menschlichen Bedürfnisse befriedigt und die verlorene Erkenntnis zurückerlangt werden. Die Notwendigkeit der Technik ergab sich des Weiteren aus der ebenfalls vom Gottesfluch betroffenen Natur, welche vom Menschen nur mit Mühe und Schweiß bewohnt und bewirtschaftet werden konnte. Mels Einreihung in den theologischen Diskurs um Adams verlorenes Wissen und die von Gott auferlegte Strafe der mühevollen Arbeit infolge der paradiesischen Sünde, kann in verschiedenen seiner Werke nachgewiesen werden. Die von Gott dem Menschen gegebene Wissenschaft, wurde von Mel als Mittel zur Verminderung der Strafe betrachtet, sodass technisches Fortschrittsstreben nicht im Widerspruch mit seiner religiösen Gesinnung stand, sondern dadurch angetrieben wurde.
Des Weiteren motivierte Mels pietistische Gesinnung die zweckbestimmte Beschäftigung mit Wissenschaft und Technik.

## Theologie

### Die Heilige Vorsehung Gottes
Mels theologisches Denken war geprägt vom Glaube an die „Providentz“ – also die Vorsehung Gottes im diesseitigen Leben. Mel verband in dieser Auffassung den Topos des handelnden Weltbezugs (providentia) mit der göttlichen Fürsorge (procuratio). Diese theologische Auffassung bestimmte Mels Denken in diversen Bereichen und findet sich in nahezu allen seiner Schriften. Durch seine zahlreichen Kontakte mit Vertretern des Pietismus sowie geprägt durch eine calvinistische Erziehung, verband Mel in seinem theologischen Denken die reformierte Lehre von der Prädestination mit dem pietistischen Glauben an die Führung durch Gott. Ausgehend vom Glauben an die Vorsehung Gottes sowie geleitet von der Überzeugung, dass die höchste Bestimmung des Gläubigen die Förderung des Wohlergehens des Nächsten sowie die Ehrerbietung Gottes darstellte, ergab sich die Pflicht für den Menschen seinen Glauben im Alltag praktisch, d. h. durch karitative und diakonische Aktivitäten umzusetzen. Durch diese gelebte Frömmigkeit (Praxis Pietatis) sollte sich der Mensch seiner existenziellen Bestimmung annähern.

### Universaltheologische Anschauung der Siebenperiodenlehre
Mel entwickelt eine universaltheologische Betrachtung der Geschichte. In seinem Werk Kurtzer Begriff der Kirchen-Historie des Alten und Neuen Testaments (1712) formulierte er seine maßgeblichen geschichtstheologischen Auffassungen. In Anlehnung an die Sieben Sendschreiben der Offenbarung Johannis vertrat Mel die föderaltheologische Auffassung von den Sieben Perioden der Kirchenhistorie, sowohl für das Alte als auch für das Neue Testament. Diese Siebenperiodenlehre wurde durch den in Kontakt mit dem mit Mel in Kontakt stehenden Campegius Vitringa in Franeker ausgebildet. Mel ordnete sich selbst in die VII. Periode der Kirchenhistorie, der von ihm so bezeichneten „Herrliche Laodicäa“ ein, in der das Zeitalter des Pietismus anbreche. Mit der Ausführung des Missionsauftrages, der Ausbreitung des Pietismus und der konfessionellen Einigung sollte die Verheißung Gottes erfüllt werden. Herrschende Zwietracht, Streit und Anfechtung sollten überwunden werden, der Weg zum Heil beschritten, der ewige Friede näher rücken und Gott die Kirche zur Vollendung führen. Somit stellte die siebte Phase die Endzeit dar, in der das Gottesreich errichtet wird. Vor der Christi Wiederkunft (Parusie) komme es zum erneuten Verfall eines Teils der Kirche in „Sicherheit und Laulichkeit“ bevor am Ende der „Herrlichen Laodicäa“ die Wiederkunft Christi und das Jüngste Gericht stehe.

### Wiedergeburt
Bei der Frage der Wiedergeburt war Mel vornehmlich durch pietistische Motive geprägt. Er vertrat die Ansicht, dass der Mensch prüfen solle, ob er tatsächlich wiedergeboren sei und in neuer Geburt lebe. Es ging Mel um eine verinnerlichte Frömmigkeit. Somit konnte nur die persönliche ereignishafte Bekehrung zur Erfahrung von Seligkeit führen. Nach dem einzelnen Bekehrungserlebnis sollte es mittels der Mission zur Bekehrung aller Menschen kommen. Mit dieser Ansicht stimmte Mel mit der Auffassung August Hermann Franckes überein, der davon ausging, dass aus der Bekehrung des Einzelnen die Bekehrung der restlichen Welt folge. Mel vertrat die Ansicht, dass die Wiedergeburt der einzige Weg zur Seligkeit sei. Diese Forderung nach Bekehrung ergaben sich aus dem pietistischen Geschichtsbild, welches einen Verfallsprozess der Christenheit auf ihrem Weg von der Urgemeinde zur gegenwärtigen Kirche beschreibt. Dies offenbare sich in dem rein zeremoniell betriebenen Abendmahl und der auch sonst nur äußerlich praktizierten Frömmigkeit, welche sich vom wahren Glauben abgespalten habe, sodass Gottes Heiligkeit keine Ehrerbietung, sondern Verachtung fände. Infolgedessen sah sich Mel in der Pflicht zu Bekehrung und Wiedergeburt aufzurufen und nahm in dieser Weise das Amt eines Bußpredigers ein.

### Die Zwei-Bücher-Lehre
Mel vertrat die Auffassung von der Lehre der zwei Bücher Gottes, die er in seinem Werk Schau-Bühne Der Wunder Gottes in den Wercken der Natur: Oder, Teutsche Physic aus dem Jahr 1732 darstellt: „So hat sich der grosse Gott / in zweyen Büchern offenbahret: In dem Buch der heiligen Schrifft / und dem Buch der Natur […]“. Bei dem ersten Buch handelte es sich um die Heilige Schrift, welche dazu diene den Weg zur Seligkeit zu erlernen. Doch erst durch das Verständnis des zweiten Buches – dem Buch der Natur – könne Gottes Heiligkeit erkannt werden. Ebenso leite das Buch der Natur zum Dienst an der Beförderung des Seelenheils an. Mel betonte die Kraft der Natur als Beweismittel der Allmacht und Güte Gottes. Die Wunder Gottes offenbarten sich also in den „Wercken der Natur“. Die Fähigkeit, diese Wunder zu erkennen, besäßen Mel zufolge aber nur die „Gottes-Kinder“, also die Wiedergeborenen. Die „Welt-Kinder“ dagegen sähen den Himmel und die Naturerscheinungen ohne Erbauung. Mel vertrat die Ansicht, dass Adams Wissen über die Natur infolge des Sündenfalls verlorengegangen sei, dass aber geheiligte Kinder trotzdem viele Spuren von Gottes Plan, sowie seine Allmacht im zweiten Buch finden könnten. Infolge der Annahme, dass nur die „Gottes-Kinder“ die Allmacht Gottes in den Werken der Natur erkennen könnten, ergab sich für diese Wiedergeborenen die Pflicht, jene Erkenntnisse an die „schwachen Welt-Kinder“ weiterzugeben. Diese Pflicht erhielt durch die angestrebte Verbesserung gesellschaftlicher Zustände und des Bildungswesens einen Rahmen. Damit stimmten Mels Motive für die Beschäftigung mit Wissenschaft und Technik in großem Maße mit jenen von August Hermann Francke überein. Mel und Francke integrierten in ihrer Theologie die Auffassungen Sabundes und Arndts von den sich gegenseitig ergänzenden Elementen Glaube und Vernunft, die für sich allein unvollkommen blieben und sahen in der Erforschung der „Elemente der Natur“ in der von der Zielgerichtetheit der „Providentz Gottes“ geregelten Welt eine erbauliche Beschäftigung.

## Ökonomie
Mel vertrat eine spät-kameralistische Auffassung, die sich aus den verschiedenen im 17. und 18. Jahrhundert herausbildenden Denksystemen, dem englischen Merkantilismus, der französischen Physiokratie und dem deutschen Kameralismus speiste. Zu den wichtigsten Zielsetzungen einer erfolgversprechenden Wirtschaftspolitik führte Mel in seinem Maschinenbuch Der selbst ackernde Pflug die Verminderung von Armut, die Erreichung eines Ertragsoptimums, ein Bevölkerungswachstum und die wirtschaftliche Unabhängigkeit vom Ausland (Autarkie) an.
Mel sah als Vertreter des späten Kameralismus in der reinen Produktivität im Agrarsektor durch verbesserte Technik und optimale Bodenausnutzung sowie dem Streben nach Kostenverminderung, ein Mittel zum Reichtum. In seinen Schriften spielte der Außenhandel eine untergeordnete Rolle.
In Mels Anschauungen findet sich die Auffassung der sog. Politischen Ökonomie wieder. Dabei erfasste er diese aber nicht als ein soziales System. Vielmehr diente sie als Theorie der politisch-wirtschaftlichen Reflexion, aus der sich bestimmte Handlungsstrategien, Befugnisse und Regeln der Staatspolitik ergaben. Als Anhänger der Politischen Ökonomie standen bei Mel die fürstliche Herrschaft und das Gemeinwesen in einem dynamischen Wechselverhältnis und wurden als zusammenhängende Teile eines Organismus betrachtet. Im Selbst ackernden Pflug führt Mel an, dass eine „kluge Regierung“ durch das Gemeinwesen gestützt werde, für dessen Wohl der Fürst verantwortlich sei.
Mel verstand die staatliche Wirtschaft als häusliche Gemeinschaft. Aus dieser wirtschaftspolitischen Interpretation ergab sich ein System, in dem das Gemeinwesen nicht mehr allein als eine vom Fürsten regierte Gemeinschaft betrachtet wurde, sondern in dem es als einheitlicher Wirtschaftsraum auftrat. Der Fürst trug die Verantwortung dafür, dass der Organismus leistungsstark war. Dies konnte er durch die Förderung von Wissenschaft und Technik erreichen. Technische Innovationen war demnach mit der Mehrung der Macht des Fürsten und damit auch mit der Wohlfahrt des Staates eng verknüpft.

## Nachwirkung
Conrad Mel starb im Jahr 1733. Das pädagogische Programm mit dem Schwerpunkt auf den Realien wurde auch nach seinem Tod beibehalten. Durch ihn erhielten auch die finanziell benachteiligten Kinder die Chance an eine Ausbildung auf einem Realgymnasium.
Infolge seiner naturwissenschaftlichen Forschungen trug Conrad Mel unter anderem dazu bei, dass der Kartoffelanbau in Hersfeld eingeführt wurde.
Zu seinen Ehren wurde eine Straße in Bad Hersfeld Conrad-Mel-Str. genannt.

## Zitat
Conrad Mel schrieb über die Liebe:

„Die Liebe ist die grösseste Tugend und eine Mutter vieler andern.“

## Werke
- Posaunen der Ewigkeit: oder Predigten vom Tode, Aufferstehung der Todten, Jüngsten Gericht, Untergang der Welt, Himmel, Hölle und Ewigkeit. Reusner, Königsberg 1697 (Digitalisat), 2. Aufl. Berlin 1706 (Digitalisat), 3. Aufl. Frankfurt 1712 (Digitalisat), 5. Aufl. Frankfurt 1728 (Digitalisat), 6. Aufl. Leipzig 1744 (Digitalisat), "neue Aufl." Kassel 1755 (Digitalisat), 7. Aufl. Leipzig/Königsberg 1759 (Digitalisat).
- B.C.D. Antiquarius sacer de usu antiquitatum Iudaicarum, Graecarum et Romanarum, in explicandis obscurioribus S. Scripturae dictis, ad antiquitates ecclesiasticas, politicas & oeconomicas veterum alludentibus delineatus a Conrado Mel. Göbel, Schleusingen 1707 (Digitalisat).
- Der Tabernackel oder gruendliche Beschreibung der Stiffts-Huette : sampt allem ihren Theilen und heiligem Geraethe. Aussgefertiget mit Kupffern von Conrad Mel, SS. Theol. D und Inspector zu Herssfeld. Cramer, Frankfurt/Leipzig 1711 (Digitalisat).
- Missionarius evangelicus: seu consilia, de conversione ethnicorum, maximè Sinensium. Cum Appendice, Epistolæ Beroensis ac Alleppensis, De statu Christianorum in Oriente. Frankfurt 1711 (Digitalisat), Leipzig 1711 (Digitalisat)
- Conrad Mel Inspector zu Herssfeld, Kunst der wahren Vergnügung, darinn gezeiget wird, wie ein Mensch zur rechtschaffenen Seelen-Ruh könne gelangen, allen denen, die sich vergnügt zuseyn duncken, zur Untersuchung, die gern vergnügt seyn wollen zur nuzlichen Erbauung und die in der That vergnügt sind zur Ergözung. Geßner, Zürich 1712 (Digitalisat).
- Kurtzer Begriff Der Kirchen-Historie Des Alten und Neuen Testaments. Nebst Einem Biblischen Bedächtnüß-Buch Und angehängten Biblischen Fragen. Vogel, Frankfurt/Leipzig 1712 (Digitalisat, Digitalisat).
- Zions Lehre und Wunder, oder Predigten über die Sonn- und Festtäglichen Evangelia. Frankfurt a.M. 1713, 5. Aufl. Kassel 1733 (Digitalisat), 8. Aufl. Kassel 1746 (Digitalisat), 9. Aufl. Frankfurt a.M. 1795 (Digitalisat).
- Das Leben der Patriarchen 1: Erklärung des Ersten Buchs Mosis, Worinn Lebens-Lauff der Altväter, Adams . Abrachams, Isaacs und Jacobs Durch Predigten vorgetragen. Von Sand, Frankfurt a.M. 1714 (Digitalisat).
- Das Leben der Patriarchen / 2: Kurze Erklärung und Zueignung, der Geheimnuß-vollen Begebenheiten, die sich Mit dem Patriarchen Jacob, und seiner Familie in Aegypten zugetragen, biß ans Ende seines Lebens. 1716
- Die Lust der Heiligen an Jehova, oder, Gebätt-Buch, zu allen Zeiten, in allen Ständen und bey allerhand Angelegenheiten nuzlich zu gebrauchen, mit vielen schönen Gebättern ausgefertiget und vermehrt von Doctor Conrad Mel, Inspector zu Herssfeld. Geßner, Zürich 1716 (Digitalisat), 4. Aufl. Frankfurt 1722 (Digitalisat) sowie Frankfurt 1724 (Digitalisat), 5. Aufl. Kassel 1726 (Digitalisat), 6. Aufl. Kassel 1730 (Digitalisat), "neue Aufl." Berlin/Potsdam 1739 (Digitalisat), 13. Aufl. Kassel 1768 (Digitalisat), Zürich 1778 (Digitalisat) – zahlreiche, teils ungezählte weitere Ausgaben, u. a. Zürich 1737, Zürich 1763, Zürich 1802, Frankfurt (Main) 1804.
- Der Gott und Menschen wohlgefällige Christliche Kauffmann, Stellet der lieben Obrigkeit und ... / Zweyter Anhang: Der Gott und Menschen wohlgefällige Christliche Kauffmann, Stellet der Welt in den zweyten und letzten Anhange vor, die Ursachen der grossen Armuth und den entsetzlichen Geld-Mangel in Teutschlande: Als Die vielen betrieglichen Banquerouttierer, die falschen Müntzer, Kipper und Wipper, Schatz-Gräber, Mörder, Räuber und Spitzbuben, Hausierer und Landstreicher, Müßiggänger, und die mit Betrug umgehenden falschen Berg-Leuten: Deme beygefüget Königl. Preuß. scharffen Edicta, wider die Banqueroutierer, Juden, Hausierer, Landstreicher, faulen Bettler, Müßiggänger und dergleichen bösen Leuten. 1719 (Digitalisat).
- Die Lieder Im höhern Chor: Oder Erklärung Der Psalmen der Stuffen, und deren Prophetische Erfüllung. Cramer, Frankfurt 1725 (Digitalisat).
- Antiquarius sacer, quamplurima dubia atque obscuriora sacrae scripturae dicta, ex statu ecclesiastico, politico, militari atque oeconomico Hebraeorum, Romanorum atque Graecorum illustrans explicans: cum mantissa dissertationum. Multz, Frankfurt am Main 1719 (Digitalisat).
- Salems Tempel. Oder Beschreibung des herrlichen Tempels Salomons, Wie auch Des von Zorobabel wieder aufgerichteten, und von Herode verbesserten Hauses Gottes zu Jerusalem: Und dessen Structur, Eintheilung und Vorhöfe, samt dem heiligen Geräht und dessen Geheimniß-vollen Bedeutung : Mit behörigen Abrissen und Kupffern. Cramer, Frankfurt/Leipzig 1724 (Digitalisat).
- Schau-Bühne der Wunder Gottes in den Wercken der Natur, oder Teutsche Physicus / durch Theodor, ein Mitglied der königl. preuss. Societät der Wissenschaften. 2 Bde. Cramer, Kassel 1732 (Digitalisat Bd. 1, Bd. 2).
- Predigten Uber Einige Macht-Sprüche Heiliger Schrifft, Erkläret. Gottschall, Bern 1733 (Digitalisat).
- Der eröffnete Gnaden-Thron: Oder Communions-Predigten, Vor, Bey und Nach dem Gebrauch Des Hochwürdigen Abendmahls gehalten über auserlesene Texte der Heil. Schrifft, Worinnen zu finden, Wie sich ein Communicant zu diesem heiligen Werck würdiglich vorher bereiten, bey dem Abendmahl in einer Gottgefälligen Seelen-Gestalt erscheinen, und nach dessen Gebrauch seinen erneuerten Bund im heiligen Wandel beständig halten soll. Frankfurt/Leipzig 1743 (Digitalisat).
- Von den schändlichen Betrug so bey den Auctionen der Bücher vorgehet. Nachdruck 1920.

Handschriftlich überlieferte Schriften:
- Der selbst ackernde Pflug oder Erfindung eines Pfluges, der ohne Pferd und Ochßen durchs blose tretten eines Knechts, mit leichter Mühe hanthieret, und durchs Land getrieben, und daßelbe behörigermaßen zur aussaat umzuackern. Handschrift, um 1710, Universitätsbibliothek Kassel, 2* Ms. Math. 39 (Digitalisat).
- Remarquen über das zeylonische Monument oder Adams Grabschrift. Handschrift, vor 1719, Universitätsbibliothek Kassel, 2° Ms. philol. 5 (Digitalisat).

### Zitatquellen
- Ulrich Schoenborn: „… ich sehe die Fußstapffen der Providentz Gottes“. Zum Leben und Wirken des hessischen Theologen Conrad Mel (1666–1733) in Mitau, Memel und Königsberg (= Arbeiten zur Historischen und Systematische Theologie, Band 10). Lit, Berlin 2006, ISBN 978-3-8258-9655-3.
- Friedrich Wilhelm Cuno: Mel, Konrad. In: Allgemeine Deutsche Biographie (ADB). Band 21, Duncker & Humblot, Leipzig 1885, S. 267 f.
- Werner Raupp: Mel (Mell), Conrad. In: Biographisch-Bibliographisches Kirchenlexikon (BBKL). Band 5, Bautz, Herzberg 1993, ISBN 3-88309-043-3, Sp. 1179–1184 (Artikel/Artikelanfang im Internet-Archive).
- Walther Killy (Hrsg.): Deutsche Biographische Enzyklopädie. Band 7, K.G. Saur, München u.a.O., 1995, S. 49.
- Fritz Roth: Restlose Auswertungen von Leichenpredigten und Personalschriften für genealogische Zwecke. Band 1, 1959 S. 3, R6.
- Werner Raupp: Art. Mel, Conrad (1666–1733), in: The Dictionary of Eighteenth-Century German Philosophers. Hrsg. von Heiner F. Klemme und Manfred Kuehn, Bd. 2, London/New York 2010, S. 783–784.
- Alte Klosterschule Bad Hersfeld (Hrsg.): „Conrad Mel : Geb. 14. Aug. 1666. Gest. 3. Mai 1733. Direktor d. Gymnasiums und Inspektor der Kirchen und Schulen des Fürstentums Hersfeld von 1705–1733“, Gedenkschrift zu seinem 300. Geburtstag 1967.
- Winfried Zeller, Frömmigkeit in Hessen, Beiträge zur hessischen Kirchengeschichte, Marburg 1970.

### Allgemein
- Friedrich Wilhelm Cuno: Mel, Dr. Konrad. In: Allgemeine Deutsche Biographie (ADB). Band 21, Duncker & Humblot, Leipzig 1885, S. 267 f.
- Werner Raupp: Mel (Mell), Conrad. In: Biographisch-Bibliographisches Kirchenlexikon (BBKL). Band 5, Bautz, Herzberg 1993, ISBN 3-88309-043-3, Sp. 1179–1184.
- Walther Killy (Hrsg.): Deutsche Biographische Enzyklopädie. Band 7, K.G. Saur, München u.a.O., 1995, S. 49
- Fritz Roth: Restlose Auswertungen von Leichenpredigten und Personalschriften für genealogische Zwecke. Band 1, 1959 S. 3, R6
- Werner Raupp: Art. Mel, Conrad (1666-1733), in: The Dictionary of Eighteenth-Century German Philosophers. Hrsg. von Heiner F. Klemme und Manfred Kuehn, Bd. 2, London/New York 2010, S. 783–784.
- Alte Klosterschule Bad Hersfeld (Hrsg.): „Conrad Mel : Geb. 14. Aug. 1666. Gest. 3. Mai 1733. Direktor d. Gymnasiums und Inspektor der Kirchen und Schulen des Fürstentums Hersfeld von 1705–1733“, Gedenkschrift zu seinem 300. Geburtstag 1967
- Winfried Zeller, Conrad Mel als protestantischer Theologe, in: Conrad Mel. Gedenkschrift zu seinem 300. Geburtstag, hg. v. der Alten Klosterschule Bad Hersfeld, Marburg 1966, S. 9–35.
- Matthias Freudenberg, J. Marius J. Lange van Ravenswaay, Diakonie im reformierten Protestantismus: Vorträge der 11. Internationalen Emder Tagung zur Geschichte des reformierten Protestantismus [Band 17 von Emder Beiträge zur Geschichte des reformierten Protestantismus], Göttingen 2018.
- Johann Friedrich Gerhard Goethers, Der reformierte Pietismus in Deutschland 1650-1690, in: Der Pietismus vom siebzehnten bis zum frühen achtzehnten Jahrhundert, hg. v. Martin BRECHT, Göttingen 1993 (Geschichte des Pietismus 1).
- Ulf Lückel, Der reformierte Theologe Conrad Mel (1666-1733) und das Waisenhaus in Hersfeld. Eine frühe pietistisch-diakonische Einrichtung in Hessen, in: Diakonie im reformierten Protestantismus, hg. v. Matthias Freudenberg / J. Marius J. Lange van Ravenswaay (Emder Beiträge zum reformierten Protestantismus 17), ISBN 978-3-7887-3231-8, S. 111–125.
- Anna-Lena Geisel, unveröff. Bachelor-Arbeit, Kassel 2017.
- Ansgar Stöcklein, Leitbilder der Technik. Biblische Tradition und technischer Fortschritt, München 1969.
- Dieter Groh, Göttliche Weltökonomie. Perspektiven der Wissenschaftlichen Revolution vom 15. bis zum 17. Jahrhundert, Berlin 2010, ISBN 978-3-518-29545-8.